# Ahmed Alkholifey
Ahmed Abdulkarim Alkholifey (ou Al-Kholifey) est, depuis le 8 mai 2016, le gouverneur de la banque centrale d'Arabie saoudite l'Autorité monétaire de l'Arabie saoudite, Saudi Arabian Monetary Agency (SAMA : devenue  Saudi Arabian Monetary Authority en décembre 2016).

## Biographie

### Formation
En 1993, il obtient un master en économie à l'université d'État de Portland aux États-Unis, et il obtient, en 1987, son diplôme de droit de l'université du Roi-Saoud, à Riyad. En 2000, Kholifey a obtenu une maîtrise et un doctorat en administration des affaires et en économie à l'Université d'État du Colorado aux États-Unis.

### Carrière
Avant 2000, Il travaille comme chercheur à la Banque des règlements internationaux de Bâle, au ministère du Pétrole et des Ressources minérales saoudien à Riyad. Il donne également des cours dans un collège technique de Riyad.
Entre 2000 et 2010, Ahmed Abdulkarim Alkholifey a occupé plusieurs postes au sein de l'Agence monétaire saoudienne (Saudi Arabian Monetary Agency (SAMA)). Il a notamment été le directeur général du département de recherche économique et statistique. En 2011 et 2013, il est nommé directeur exécutif de l'Arabie saoudite au Fonds monétaire international à Washington. Un poste qu'il occupera deux ans. Puis, en mai 2013, il devient le sous-gouverneur de l'agence monetaire saoudienne (SAMA) ou il est chargé de la recherche et les affaires internationales.
En mai 2016, le roi Salmane ben Abdelaziz Al Saoud nomme Ahmed Abdulkarim al-Kholifey à la tête de l'Autorité monétaire de l'Arabie saoudite (SAMA), en remplacement de Fahad bin Abdullah al-Mubarak.